# Catawissa
Catawissa es un borough ubicado en el condado de Columbia en el estado estadounidense de Pensilvania. En el año 2000 tenía una población de 1589 habitantes y una densidad poblacional de 1136,1 personas por km².

## Geografía
Catawissa se encuentra ubicado en las coordenadas 40°57′9″N 76°27′37″O / 40.95250, -76.46028.

## Demografía
Según la Oficina del Censo en 2000 los ingresos medios por hogar en la localidad eran de $30 262 y los ingresos medios por familia eran $37 292. Los hombres tenían unos ingresos medios de $30 987 frente a los $21 210 para las mujeres. La renta per cápita para la localidad era de $16 154. Alrededor del 15,9% de la población estaba por debajo del umbral de pobreza.